# Кубок Нідерландів з футболу 2007—2008
Кубок Нідерландів з футболу 2007–2008 — 90-й розіграш кубкового футбольного турніру в Нідерландах. Володарем кубка водинадцяте став Феєнорд.

## Календар
| Раунд        | Дата                         | Матчі | Клуби   |
| ------------ | ---------------------------- | ----- | ------- |
| Перший раунд | 25-26 серпня 2007            | 23    | 87 → 64 |
| 1/32 фіналу  | 25-27 вересня 2007           | 32    | 64 → 32 |
| 1/16 фіналу  | 30 жовтня - 1 листопада 2007 | 16    | 32 → 16 |
| 1/8 фіналу   | 15-16 січня 2008             | 8     | 16 → 8  |
| 1/4 фіналу   | 26-28 лютого 2008            | 4     | 8 → 4   |
| 1/2 фіналу   | 18-19 березня 2008           | 2     | 4 → 2   |
| Фінал        | 27 квітня 2008               | 1     | 2 → 1   |

## 1/16 фіналу
| Команда 1          | Рахунок | Команда 2         |
| ------------------ | ------- | ----------------- |
| 30 жовтня 2007     |         |                   |
| Камбюр             | 1:2     | Ексельсіор        |
| Ейндговен          | 1:3 дч  | Гарлем            |
| Фортуна (Сіттард)  | 1:3     | Ден Босх          |
| Гераклес (Алмело)  | 3:0     | Омніворлд         |
| Гарденберг         | 0:1     | АГОВВ             |
| МВВ (Маастріхт)    | 1:3     | Дордрехт          |
| Рода               | 3:2 дч  | Де Графсхап       |
| Зволле             | 1:0     | Гоу Егед Іглз     |
| 31 жовтня 2007     |         |                   |
| Де Трефферс        | 1:5     | Неймеген          |
| Дорне              | 2:0     | ВВ УНА            |
| Гроене Стер        | 1:2     | Квік Бойз         |
| Валвейк            | 4:0     | Вендам            |
| Спарта (Роттердам) | 2:3     | НАК Бреда         |
| Аякс               | 3:1     | Геренвен          |
| 1 листопада 2007   |         |                   |
| АДО Ден Гаг        | 1:3     | Геренвен (юніори) |
| Феєнорд            | 3:1     | Гронінген         |

## 1/8 фіналу
| Команда 1         | Рахунок      | Команда 2         |
| ----------------- | ------------ | ----------------- |
| 15 січня 2008     |              |                   |
| Дорне             | 0:4          | Феєнорд           |
| Дордрехт          | 4:3 дч       | АГОВВ             |
| Неймеген          | 0:2          | Зволле            |
| Валвейк           | 1:1 пен. 3:5 | Гарлем            |
| Рода              | 3:0          | Ексельсіор        |
| 16 січня 2008     |              |                   |
| Гераклес (Алмело) | 1:0          | Ден Босх          |
| НАК Бреда         | 4:2          | Аякс              |
| Квік Бойз         | 1:1 пен. 3:1 | Геренвен (юніори) |

## 1/4 фіналу
| Команда 1      | Рахунок | Команда 2         |
| -------------- | ------- | ----------------- |
| 26 лютого 2008 |         |                   |
| Дордрехт       | 1:3     | Рода              |
| Гарлем         | 1:5     | Гераклес (Алмело) |
| 27 лютого 2008 |         |                   |
| Квік Бойз      | 0:3     | НАК Бреда         |
| 28 лютого 2008 |         |                   |
| Феєнорд        | 2:1     | Зволле            |

## 1/2 фіналу
| Команда 1         | Рахунок      | Команда 2 |
| ----------------- | ------------ | --------- |
| 18 березня 2008   |              |           |
| Феєнорд           | 2:0          | НАК Бреда |
| 19 березня 2008   |              |           |
| Гераклес (Алмело) | 2:3 пен. 3:5 | Рода      |

## Фінал
| 27 квітня 2008 19:00 (EEST) |

| Феєнорд               | 2:0      | Рода |
| --------------------- | -------- | ---- |
| Ландзат 8' Гузман 36' | Протокол |      |

| Феєнорд, Роттердам Глядачів: 45 000 Арбітр: Джек ван Гультен |